# Robert Lazarsfeld
Robert Kendall Lazarsfeld (* 15. April 1953 in New York City) ist ein US-amerikanischer Mathematiker, der sich mit Algebraischer Geometrie befasst.
Lazarsfeld ist der Sohn des Soziologen Paul Felix Lazarsfeld. Er studierte an der Harvard University (Bachelor-Abschluss 1975) und wurde 1980 an der Brown University bei William Fulton promoviert (Branched coverings of projective space). 1980 bis 1983 war er Benjamin Peirce Instructor an der Harvard University und 1981/82 am Institute for Advanced Study. Ab 1983 war er Assistant Professor, 1984 Associate Professor und ab 1987 Professor an der University of California, Los Angeles.  Seit 1997 ist er Professor an der University of Michigan, seit 2007 als Raymond L. Wilder Collegiate Professor.
Er ist Fellow der American Academy of Arts and Sciences. 1990 war er Invited Speaker auf dem Internationalen Mathematikerkongress in Kyōto (Linear series on algebraic varieties). 1984 bis 1987 war er Sloan Research Fellow, 1985 bis 1990 Presidential Young Investigator, 1998/99 war er Guggenheim Fellow und 2005 Colloquium Lecturer der AMS (How polynomials vanish: Singularities, integrals, and ideals), deren Fellow er ist. Er wird 2015 den AMS Leroy P. Steele Prize for Mathematical Exposition  erhalten für sein zweibändiges Werk Positivity in Algebraic Geometry.
Zu seinen Doktoranden gehört Christopher Hacon.
1998 bis 2004 war er Herausgeber des Journal of Algebraic Geometry und 2002 bis 2007 des Journal of the American Mathematical Society und 2007 bis 2009 dessen Managing Editor. Seit 2012 ist er Managing Editor des Michigan Mathematical Journal. Zudem wurde er 2006 in die American Academy of Arts and Sciences gewählt.

## Schriften
- Positivity in Algebraic Geometry, 2 Bände, Ergebnisse der Mathematik und ihrer Grenzgebiete, Springer Verlag 2004